# 2013 TC172
2013 TC172 est un objet transneptunien faisant partie des cubewanos. 

## Caractéristiques
2013 TC172 mesurerait environ 344 km de diamètre selon Brown et 223 km selon Johnson.